# Ela Tomson
Ela Tomson (nascida Ela Liimeon; 16 de fevereiro de 1945) é uma jornalista de televisão, editora, roteirista e política estoniana. Ela serviu como membro do X Riigikogu.

## Início de vida e carreira
Tomson nasceu em Pärnu. Ela formou-se em 1967 pela Universidade de Tartu, com licenciatura em jornalismo. Durante os seus estudos, ela trabalhou como assistente do director de teatro Kaarel Ird no teatro Vanemuine em Tartu. Mais tarde, trabalhou como editora e roteirista na Eesti Telefilm. De 1972 a 1992, trabalhou como editora na Eesti Television antes de assumir o cargo de editora-chefe na Pärnu Raadio de 1992 a 1994. Em 1994, ela voltou à Eesti Television como editora-chefe; cargo que ocupou até 2000. Depois, lecionou na escola secundária em Pärnu até 2003, quando se envolveu na política.
Ela é membro do Partido Res Publica. Em 2003, foi eleita para o X Riigikogu.

## Vida pessoal
Tomson é casada com o director de cinema e director de fotografia Mati Põldre. De 1965 a 1973, ela foi casada com o escritor e director de teatro Mati Unt.